# Riccardo De Magistris
Riccardo De Magistris, född 2 juni 1954 i Florens, är en italiensk vattenpolospelare. Han ingick i Italiens herrlandslag i vattenpolo i olympiska sommarspelen 1976 och tog OS-silver i den olympiska vattenpoloturneringen i Montréal. Han är bror till Gianni De Magistris.